# Букурешч (комуна)
Букурешч (рум. Bucureșci) — комуна у повіті Хунедоара в Румунії. До складу комуни входять такі села (дані про населення за 2002 рік):
- Букурешч (676 осіб) — адміністративний центр комуни
- Курекіу (432 особи)
- Мерішор (113 осіб)
- Ровіна (209 осіб)
- Шесурі (494 особи)

Комуна розташована на відстані 312 км на північний захід від Бухареста, 27 км на північ від Деви, 89 км на південний захід від Клуж-Напоки, 135 км на схід від Тімішоари.

## Населення
За даними перепису населення 2002 року у комуні проживали 1924 особи.
Національний склад населення комуни:
| Національність | Кількість осіб | Відсоток |
| -------------- | -------------- | -------- |
| румуни         | 1919           | 99,7%    |
| угорці         | 4              | 0,2%     |
| українці       | 1              | 0,1%     |

Рідною мовою назвали:
| Мова      | Кількість осіб | Відсоток |
| --------- | -------------- | -------- |
| румунська | 1923           | 99,9%    |
| угорська  | 1              | 0,1%     |

Склад населення комуни за віросповіданням:
| Релігія        | Кількість осіб | Відсоток |
| -------------- | -------------- | -------- |
| православні    | 1920           | 99,8%    |
| греко-католики | 3              | 0,2%     |
| баптисти       | 1              | 0,1%     |